# Antonio I. Villalobos
Antonio I. Villalobos Maillard (Ciudad de México, 16 de diciembre de 1894-Ciudad de México, 27 de diciembre de 1965) fue un abogado, diplomático y político mexicano. Se desempeñó como procurador general de la República durante la presidencia de Lázaro Cárdenas en 1937, presidente del Partido de la Revolución Mexicana de 1940 a 1946 y embajador de México en Brasil de 1946 a 1953.

## Biografía

### Estudios
Antonio I. Villalobos fue egresado de la Escuela Nacional Preparatoria y de la Escuela Nacional de Jurisprudencia de la Universidad Nacional Autónoma de México de donde egresó con el título de abogado. Fue agente del ministerio público y juez de distrito en diversas partes del país, entre las que están San Luis Potosí, Aguascalientes, Zacatecas, Pachuca y Tijuana.

### Carrera política
De 1915 a 1916 fue Secretario General de Gobierno de Oaxaca nombrado por el gobernador Jesús Agustín Castro, de 1918 a 1920 fue elegido diputado federal en representación del mismo estado y de 1921 a 1924 fue Secretario General de Gobierno de Durango también siendo gobernador de dicho estado Jesús Agustín Castro.
Posteriormente ocupó los cargos de presidente de la Comisión Local Agraria de Oaxaca, oficial mayor de la Secretaría de Gobernación, presidente de la Junta Central de Conciliación y Arbitraje y procurador general de Justicia Militar.
Entre 1930 y 1931 fue secretario particular de Lázaro Cárdenas cuando este se desempeñaba como presidente del Partido Nacional Revolucionario (PNR) y al asumir Cárdenas la Presidencia de la República en 1934 pasó a ocupar la secretaría general del mismo PNR hasta 1935 siendo presidente del partido Matías Ramos. Durante el mismo periodo fue diputado federal por el Distrito 4 del Distrito Federal a la XXXVI Legislatura.
Entre el 1 de mayo y el 17 de junio de 1937 fue procurador general de la República en el gobierno de Lázaro Cárdenas. Fue elegido senador por el Distrito Federal a las XXXVIII y XXXIX Legislaturas de 1940 a 1946.
Simultáneamente, el 2 de diciembre de 1940 fue nombrado presidente del Comité Ejecutivo Nacional del Partido de la Revolución Mexicana y cesó en el cargo el 19 de enero de 1946 cuando en Asamblea Nacional el PRM fue transformado en el nuevo Partido Revolucionario Institucional y fue elegido como su presidente Rafael Pascasio Gamboa.
Entre 1946 y 1953 se desempeñó como embajador de México en Brasil.